# S Tennis Masters Challenger 2005
L'S Tennis Masters Challenger 2005 è stato un torneo di tennis facente parte della categoria ATP Challenger Series nell'ambito dell'ATP Challenger Series 2005. Il torneo si è giocato a Graz in Austria dall'8 al 13 agosto 2005 su campi in terra rossa.

## Vincitori

### Singolare
Robin Vik ha battuto in finale  Roko Karanušić che si è ritirato sul punteggio di 6–4, 4-2

### Doppio
Julian Knowle /  Alexander Peya hanno battuto in finale  Johan Landsberg /  Jean-Claude Scherrer con il punteggio di 3–6, 6–1, 6–2